# Petrova Sloboda, Koriukivka
Petrova Sloboda (în ucraineană Петрова Слобода) este un sat în comuna Buda din raionul Koriukivka, regiunea Cernihiv, Ucraina.

## Demografie
Componența lingvistică a localității Petrova Sloboda
     Ucraineană (98,84%)
     Rusă (1,16%)
Conform recensământului din 2001, majoritatea populației localității Petrova Sloboda era vorbitoare de ucraineană (98,84%), existând în minoritate și vorbitori de rusă (1,16%).